# Мазовецкое воеводство (1816—1837)
Мазовецкое воеводство (пол. Województwo mazowieckie) — воеводство Царства Польского в составе Российской империи, существовавшее в 1816—1837 годах. Административный центр — г. Варшава.

## Административное деление
В административном отношении воеводство делилось на 7 областей и 15 повятов.

## История
Образовано в 1816 году после третьего раздела Речи Посполитой вместо существовавшего до 1795 года Мазовецкого воеводства Королевства Польского (1526—1795).
Упразднено Мазовецкое воеводство указом императора Николая I 23 февраля / 7 марта 1837 г. Вместо него в 1837 году создана Мазовецкая губерния.

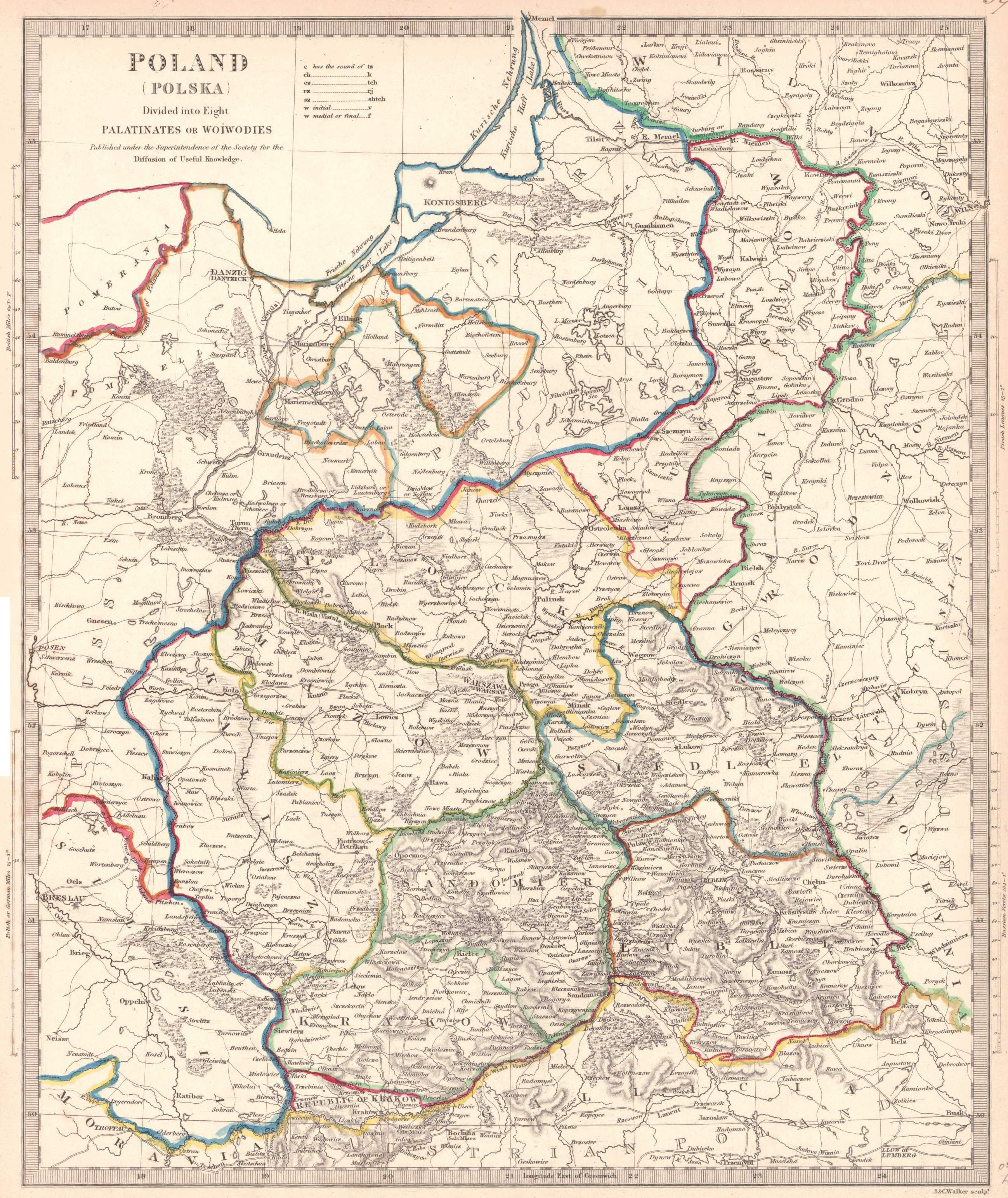
Царство Польское в 1831 году
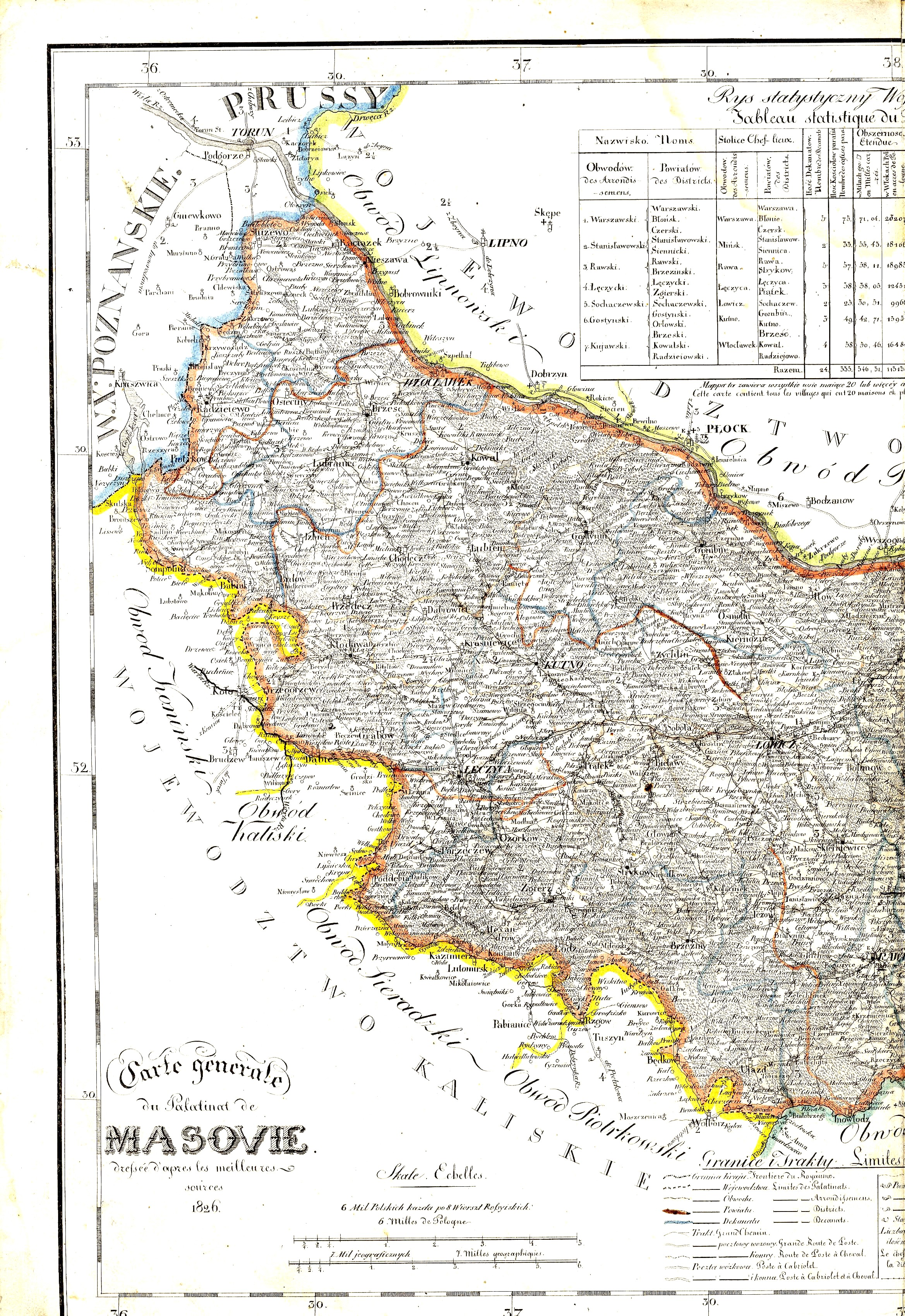
Карта западной части Мазовецкого воеводства, топографа Юлиуша Кольберга (1827)
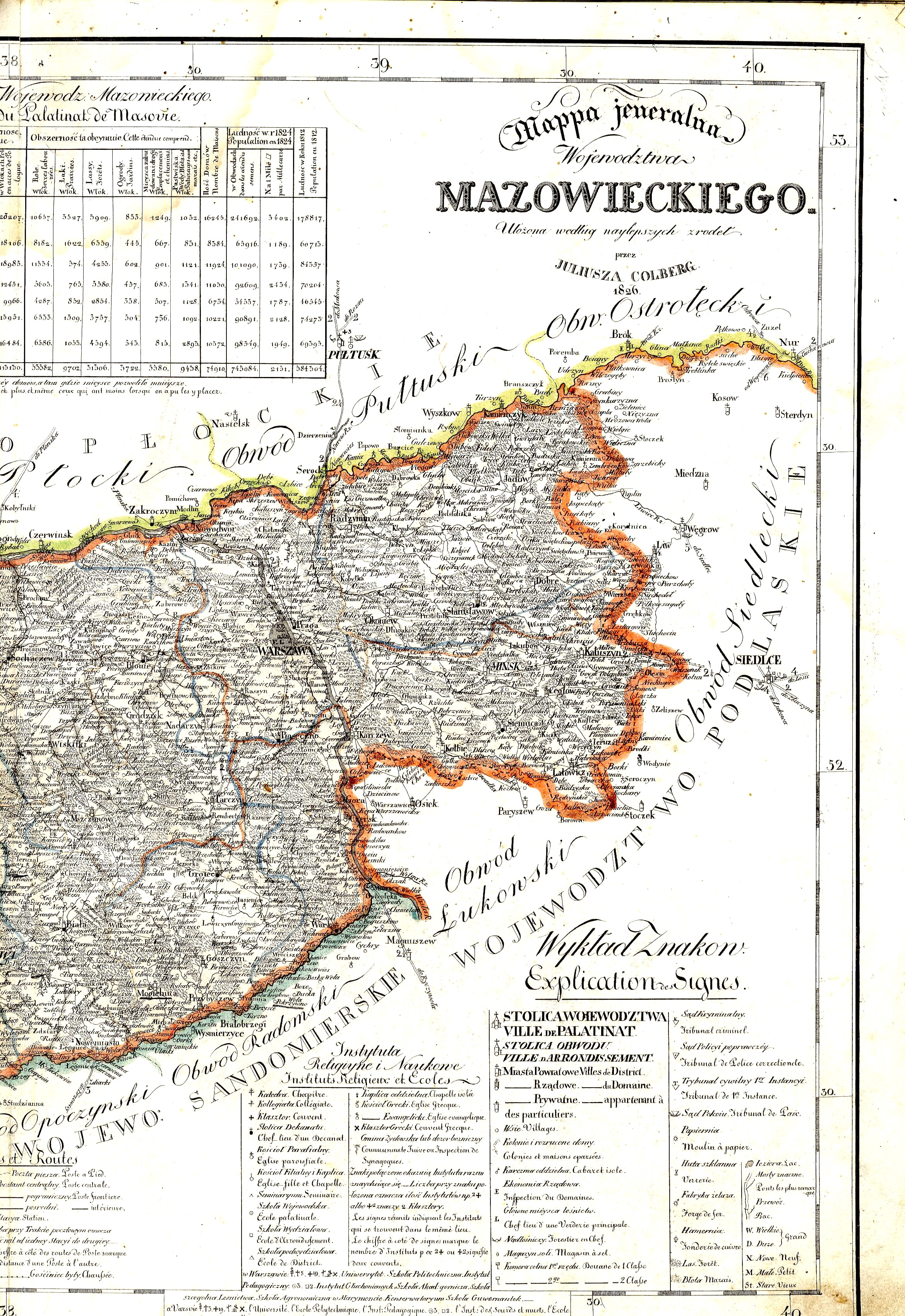
Карта восточной части Мазовецкого воеводства, топографа Юлиуша Кольберга (1827)